# Koersbal op de Paralympische Zomerspelen
Koersbal is een van de sporten die op het programma van de Paralympische Spelen hebben gestaan.
Koersbal stond vanaf de Zomerspelen van 1968 in Tel Aviv tot die van 1988 in Seoel op het programma, daarna in 1996 voor het laatst.
Voor Nederland en België hebben zich nooit sporters weten te plaatsen voor de Paralympische koersbalwedstrijden.
Tel Aviv 1968 ·
Heidelberg 1972 ·
Toronto 1976 ·
Arnhem 1980 ·
New York & Stoke Mandeville 1984 ·
Seoel 1988 ·
Atlanta 1996